# Benigno Ballón Farfán
Benigno Ballón Farfán (Arequipa, 7 de febrero de 1892-12 de julio de 1957) fue un compositor y músico peruano. Es autor de temas representativos de su ciudad natal como el vals Melgar, Silvia, Arrullo, La Benita, así como de diversos carnavales, himnos, marineras, yaravíes, pampeñas, entre muchas otras composiciones que ahora son parte del acervo musical arequipeño. El año 2018 el gobierno peruano a través de su Ministerio de Cultura declaró  a su obra como Patrimonio Cultural de la Nación.

## Biografía
Nacido en el Barrio de San Lázaro, donde también se crio Arequipa, fue hijo del fígaro Manuel Roberto Ballón Flores y de Francisca Farfán. Fue bautizado en la parroquia de Santa Marta el día 12 e inscrito en el registro civil el 13 de febrero de 1892 Tuvo dos hermanas: Aurora, conocida como La Benita, y Rosa, con la que formó el Trío Arequipa. A Benigno desde niño le gustaba la música y comenzó tocando el rondín, después la guitarra, la flauta, el violín, el violoncelo, la viola y sobre todo el piano, al cual se dedicó íntegramente.
Inició sus estudios primarios y de música en su Barrio de San Lázaro y prosigue estudios secundarios en los Colegios del padre Hipólito Duhamel y el Colegio Salesiano Don Bosco.
Su primera presentación en público la hizo a los 13 años en el Centro Social Obrero de la Calle Ejercicios, mereciendo calurosos aplausos. Su obra musical es abundante y variada. Su primer trabajo rentado a los 15 años lo hizo en el entonces Teatro Olimpo, posteriormente llamado Fénix, poniendo marco musical a la primera película muda que llegó a Arequipa. Fue profesor de Música y Canto en el Instituto Experimental N.º 5, que quedaba en Palacio Viejo, en el Colegio San Francisco de Asís, y en la Normal de la UNSA. Asimismo, fue el organista oficial de la Catedral de Arequipa.
Colaboraba en las clausuras de los Colegios de sus tiempos, La Asunción, Fátima, San Francisco de Sales, Independencia Americana, Gran Unidad Escolar Mariano Melgar, Colegio Militar Francisco Bolognesi, Del Rosario, Corazón de Jesús y otros más. Realizó muchísimos viajes a la Capital de la República, recibiendo en Radio América y Radio Nacional del Perú la distinción de la Medalla de Plata Ford, que se concedía a personas que se hubieran distinguido por su colaboración con el país. Viajó también a Bolivia y Chile (1940) donde realizó grabaciones en RCA VICTOR, con la Sinfónica de Santiago. También estuvo en Juliaca, Cuzco, Mollendo, Punta de Bombón, Cocachacra y Camaná.

### El músico profesional
En los periódicos de la ciudad, hemos podido encontrar avisos suyos ofreciendo sus servicios como músico para amenizar reuniones sociales, pero también para acompañar a los deudos durante los entierros. Sobre esto último hay que recordar que en aquella época existió la costumbre, sobre todo en los pueblos, de acompañar los entierros hacia el cementerio entonando el Miserere, una de sus composiciones.
Ballón Farfán iba contratado para acompañar a los difuntos a los pueblos de Yura, Paucarpata, Sabandía, Characato, Sachaca y Socabaya. Luego del entierro, casi siempre era invitado a la casa de los deudos para compartir con ellos, ya sea el almuerzo o la comida. Oportunidad en la que también hacía bohemia con los deudos. Allí solían acompañarlo sus hijos Roberto, José, Benigno y Felipe. Además de Carlos Bernedo, El corneta Marroquín y Juan Manuel Trillo, como parte de su grupo musical. Mientras que formaron parte de la orquesta para amenizar bailes y eventos sociales, José Luis García, Benjamín Espinoza Barreda y Octavio Espinoza Barreda.

### El músicobohemio
La picantería La Josefa era el lugar que más solía frecuentar, a partir de las tres de la tarde, sobre todo los lunes, porque ese día visitaba religiosamente al Señor de la Caña, del cual era muy devoto. De ahí pasaba a la picantería, donde acostumbraba servirse el tradicional timpo de rabos, para luego tomar el tranvía y dirigirse a su casa de la calle siglo XX.
La picantería arequipeña, como ya dijimos en otro momento, fue un espacio democrático, adonde iban el Alcalde, el Prefecto, el Presidente de la Corte, pero también el hombre del pueblo. Fue, en expresión de Benigno Ballón Farfán, la verdadera universidad del pueblo.
También hizo bohemia en su casa de la calle siglo XX. Hasta allí llegaron Francisco Mostajo, Alberto Heredia Márquez, el seco Ponce, profesor de historia del Colegio Independencia Americana, Julio Valdivia (de la funeraria Valdivia), Jorge Huirse (famoso compositor puneño) Guillermo Mercado (el poeta que alcanzó el privilegio de tener mesa propia en la picantería La Josefa), y otros más.
Un hecho desconocido hasta ahora en relación con la bohemia de Ballón Farfán, fue que también frecuentó la casa de la familia Gibson en la calle La Merced, donde animó amenas reuniones con el poeta Percy Gibson. La propia Doris Gibson en cierta ocasión le contó al hijo de Don Benigno, que el genial músico y compositor arequipeño interpretó alegres notas musicales en el piano familiar.

### Los ensayos, músicos y la orquesta del gran maestro
José y Víctor Dávalos, famosos intérpretes de música arequipeña, compartieron igualmente amistad con él. Refiere su hijo Reynaldo, que los Hermanos Dávalos cuando eran muy pequeños solían asistir a los ensayos de la orquesta del maestro. En realidad, mucha gente vecina de la zona participaba de los ensayos musicales de su orquesta como espectadores. Don Benigno calculaba que en su vida sólo pudo dormir una tercera parte de lo que le correspondió debido al trabajo y a las noches de inspiración. Durante la época de verano, Don Benigno viajaba con su orquesta para amenizar las noches tropicales en el Club Mollendo.

### Gran amigo deSánchez Cerro
Su amistad con el teniente Luis Miguel Sánchez Cerro, que llegó a ser Presidente Constitucional del Perú, data de la época en que este militar piurano radicaba en Arequipa. Según cuenta su hijo Reynaldo Ballón Medina, Sánchez Cerro visitaba su casa de la calle Siglo XX y, cuando se trasladó a Lima para asumir el poder, se despidió de su amigo músico, a quien juguetonamente llamaba el gordo Benigno.

### Las esposas e hijos de Benigno Ballón
Se casó tres veces, y la mujer fue para él motivo de permanente inspiración. Varias de sus composiciones musicales están dedicas a ellas. Su primera esposa fue María Josefa Vargas Espinoza, a quien le dedicó el vals Silvia en 1955; a la muerte de esta, se casó nuevamente con Hortensia Medina Velásquez, a quien le dedicó el vals Se fue, se fue mi amor. Su tercera esposa fue Matilde, a quien le dedicó el One Step: Matilde.

### Últimos días de su vida
Murió un 12 de julio a las 3 de la mañana, después de haber estado tres días en coma renal. Durante ese periodo de tiempo muchas orquestas, grupos y músicos de la ciudad que lo conocieron venían a acompañarlo y tocarle mientras él estaba agonizando.

## Su obra: música y composiciones
En cuanto a su formación musical, el doctor Augusto Vera Béjar afirma que se trató de un autodidacta, que desarrolló el vals arequipeño que al mismo tiempo recibió las influencias de su referente vienés, pero también del yaraví, de ahí lo melancólico de sus temas. Ha compuesto más de 100 temas, de los cuales 69 obras musicales permanecen inéditas.

### Obras de las que se conoce grabación y se desconoce la partitura
1. Juliaca Mía o Juliaca de mi amor (vals)
2. Himno a la ciudad del Cusco
3. Negrita flor de canela (pampeña)
4. Coplas del Carnavallll
5. Al silencio de una noche (pampeña)
6. Parando el montón (zarzuela)

### Obras de las que se desconoce grabación y partitura
1. Gloria al triunfo (marcha)
2. En la misma resbalosa (canción)
3. El texao o Gallinita (canción)
4. Ofrenda a la mujer arequipeña (canción)
5. Texado (canción) letra de Francisco Mostajo
6. Los Barredores o Los Barrenderos (zarzuela o norturno arequipeño)
7. Misas Solemnes o Misa a 3 voces "Dixstie Domine" que consta de Gran Invitatorium (tiene # grabación), Pequeño Invitatorium y Misa de Réquiem
8. Ave María (religiosa)
9. Momentos descriptivos de los días 13, 14 y 15 de junio de 1950 (marcha)
10. Pelusita Madrecita (canción escolar)
11. Serenata Chola
12. Lucy Primera (vals)
13. Himno a la Ciudad de Camaná
14. Himno a las Fábricas América Pedro P. Díaz
15. Marcha Fúnebre (religiosa)
16. Cuando el Indio Llora (fox trot peruano)
17. Carnaval Centenario
18. Canciones del Carnaval
19. Plegaria al Corazón de Jesús o Himno al Corazón de Jesús
20. Al campo (canción)
21. Pajarillo (yaraví)
22. En mi Tierra (canción escolar)
23. Marcha Escolar Deportiva
24. Himno al Colegio San Román de Juliaca
25. Himno al Instituto Experimental Nro 5
26. Himno al Club Deportivo Arequipa
27. Quién ha visto aquel volcán
28. Himno al Congreso Mariano
29. Himno a la Escuela Prevocacional 960

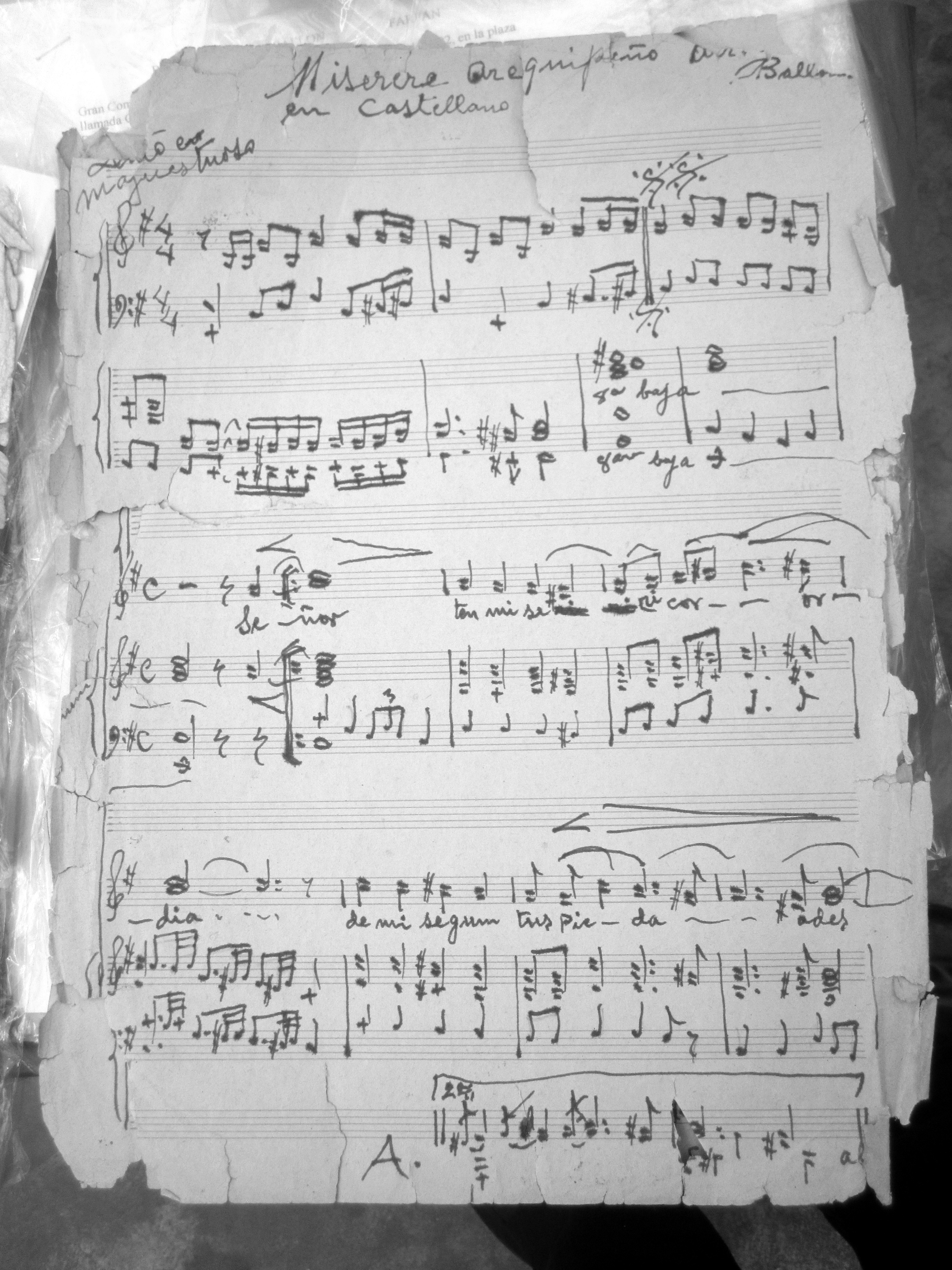
Partitura original del MISERERE a puño y letra de Benigno Ballón Farfán.

30. Piérola o Himno al Club Piérola
31. Si me quieren, quiero
32. A mi Madre
33. Himno al Colegio Mercantil

### Obras que se conoce la partitura y algunas de ellas tienen grabación

#### Valses
1. Cholita Arequipeña
2. Llanto del inca
3. Emma
4. Se fue, se fue mi amor
5. Silvia
6. Arrullo
7. Melgar
8. Clemencia
9. Sufriendo estoy
10. Laurel Mistiano
11. Amor mío
12. ¿Te vas, amor?
13. chullo es hombre

#### Marchas
1. Mi Canto a Arequipa (primer Himno que tuvo Arequipa)
2. Marcha Federal
3. San Lázaro
4. Muestro Senador
5. La canción de la revancha

#### Marineras
1. La Encantadora o Sois Sirena
2. Natividad del Alma
3. La Traidora

#### Canciones escolares
1. Tahuantinsuyo
2. La Señora Luna

#### Foxes
1. La cánción del Indio
2. Mis Urpis
3. Cusicuy
4. Manco Cápac

#### Yaravíes
1. Delirio
2. Ay Amor
3. Ruegos
4. picando la Flor
5. Despedida
6. Resolución
7. Dueño inhumano
8. Amor Infame
9. Paloma Blanca

```
morena
```

#### Pampeñas
1. La Benita[3]
2. La Celosa
3. Huayño Peruano o Acaso Duerme quien ama
4. La Palomita
5. Amor Chacarero

#### Jazz
1. Arequipa Jazz

#### Huayno
1. Cholita Candaraveña
2. Achalau

#### Idilio campesino
1. Por hay Pampas

#### Temas religiosos
1. Himno a la Virgen de los Dolores La Napolitana de la Recoleta de Arequipa
2. Miserere Arequipeño

#### Himnos institucionales

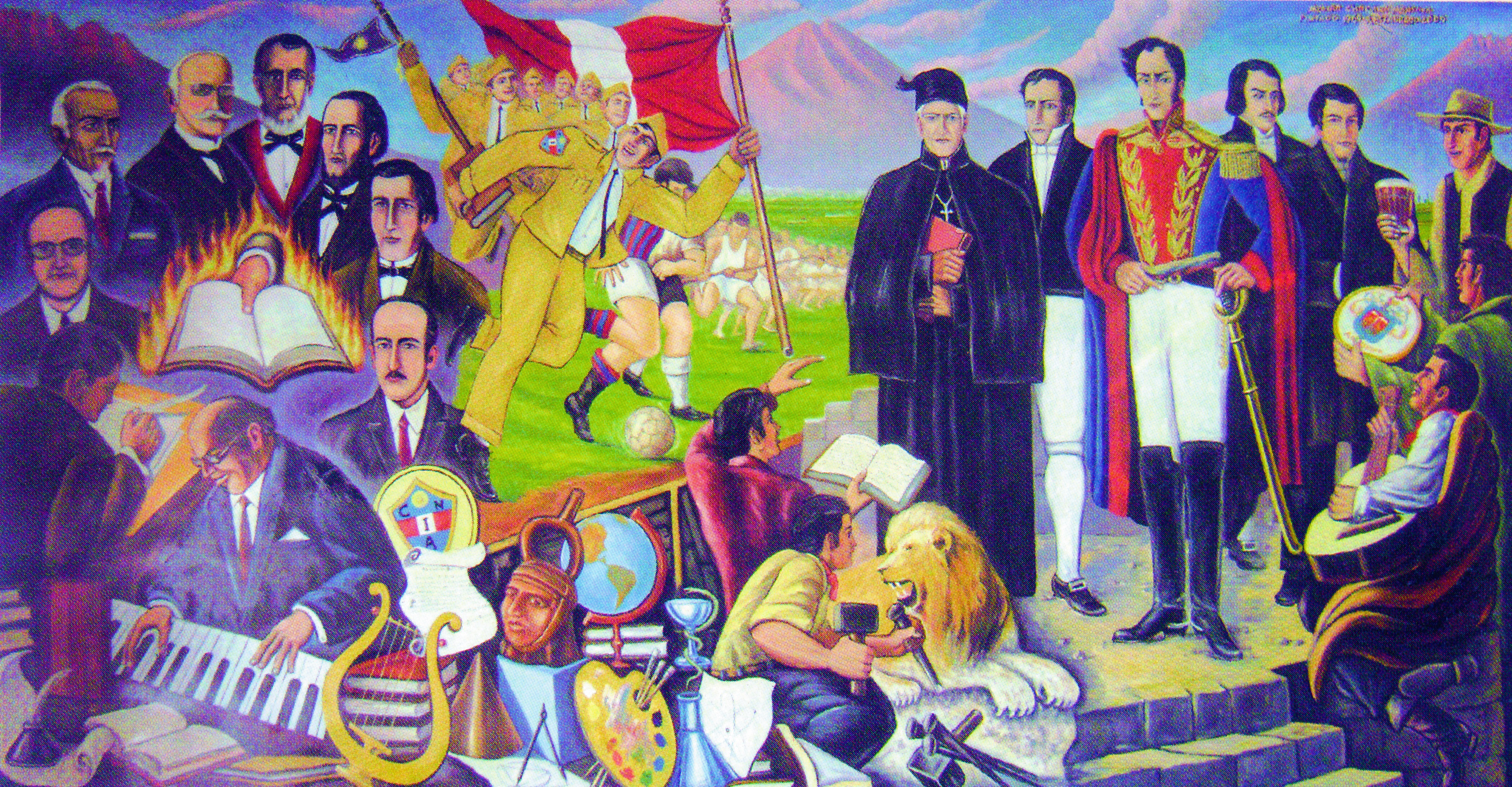
Mural Conmemorativo del Sesquicentenario del Colegio Nacional Independencia Americana (1827-1977). En él se le puede ver a Benigno Ballón Farfán, autor del Himno del Colegio, retratado entre los grandes personajes de Arequipa

1. Himno de la Escuela de Segundo Grado Nro. 953 María Nieves y Bustamante
2. Himno al Club Deportivo Independencia
3. Himno al Colegio Militar Francisco Bolognesi
4. Himno de la Gran Unidad Mariano Melgar
5. Himno Rotario de Arequipa
6. Himno a la Emblemática Institución Educativa Glorioso “Colegio Nacional de la Independencia Americana” (Letra de Federico M. Ugarte).

#### Canciones
1. Lecherita Arequipeña
2. Alba Serrana
3. La Quena
4. Lima
5. Matilde
6. Flor del Campo
7. Madre linda

#### Charleston
1. Todo Amor

#### Zarzuelas
1. Las Lecheras
2. Las Sembradoras
3. Ccala Calzón sin forro

#### Carnavales
1. Carnaval Obrero
2. Carnaval Miraflorino
3. Carnavales Populares
4. Carnaval de Arequipa

Entre toda su vasta composición destacan Melgar, Silvia, Arrullo, Clemencia. La marcha “Mi Canto a Arequipa”, que era considerado el himno de Arequipa, hasta la aparición de la melodía de Aurelio Díaz Espinoza: “Himno del Cuarto Centenario de la fundación española de Arequipa”, ganador de un concurso convocado para los festejos del IV Centenario de la fundación de Arequipa. También destacan los carnavales como: Carnaval Miraflorino, Carnaval Obrero, Canciones del Carnaval grabado en SONORADIO en la ciudad de Lima, actualmente el más difundido, además de otras composiciones del genial músico arequipeño.

## Patrimonio Cultural de la Nación
El 23 de julio de 2018 el gobierno peruano publicó la Resolución Viceministerial N.º 111-2018-VMPCIC-MC mediante la cual el Ministerio de Cultura declaró Patrimonio Cultural de la Nación a la obra de Benigno Ballón Farfán, en el rubro de Obra de Gran Maestro, en atención a su labor como músico y compositor que generó un enlace entre sectores musicales populares y académicos, que creó obras consideradas emblemas para la identidad musical del pueblo arequipeño en particular y peruano en general, y que desarrolló una labor fundamental de recopilación y registro que ha permitido dar a conocer y difundir las prácticas musicales, populares y tradicionales, de la ciudad y campiña arequipeñas.